# Pozo de Jacob

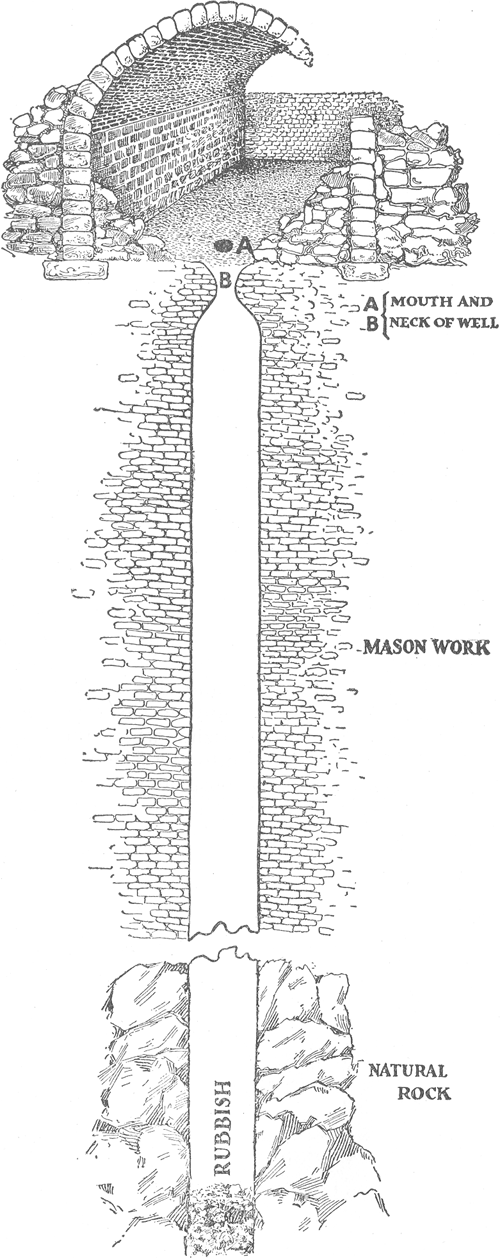
Corte longitudinal del pozo

El pozo de Jacob (Be'er Ya'akov) es un acceso a una corriente de agua subterránea situado a 3 km al sureste de Nablus, en el actual campamento de refugiados palestinos de Balata, que se encuentra en el paso situado entre los montes Gerizim y Ebal, en Cisjordania (Palestina).

## Historia
La Biblia relata en Gn 33:18-19 que Jacob regresó de las tierras de Harán a Canaán con toda su familia y con abundante ganado; se estableció a las afueras de la antigua ciudad de Siquem y llegó a comprar el terreno que ocupaba, pagando por él 100 monedas de plata a los hijos de Hamor. Esto ocurría aproximadamente en el año 1800 a. C. Este campo sería heredado posteriormente por su hijo José por expreso deseo de Jacob (Gn 48:21-22), pero José moriría en Egipto sin llegar a habitar en él. Décadas después, cuando el pueblo de Israel conquistó Canaán tras su periplo por el desierto, este territorio pasó a ser posesión de los descendientes de Manasés, hijo de José. Fue en este campo donde depositaron los restos de José, que habían llevado consigo desde Egipto, al ser esta su voluntad antes de morir (Gn 50:24-25, Ex 13:19). El pozo de Jacob se encuentra situado a solo 220 m de la tumba de José.
Aunque el texto bíblico solo dice que Jacob compró este terreno —y no se hace mención al pozo—, se sobreentiende que hubo algún acuerdo previo o adicional que le permitiera hacer uso del manantial, como era costumbre en aquella época, para evitar las disputas por el agua.
En el siglo I, el pozo de Jacob —junto con la tumba de José—, se había convertido en un lugar de peregrinaje para muchos judíos piadosos, y fue aquí donde tuvo lugar el encuentro de Jesús con la mujer samaritana (Jn 4:1-10). Este encuentro es celebrado por los cristianos como una lección magistral sobre la adoración que verdaderamente agrada a Dios y sobre la reconciliación entre judíos y samaritanos. De él cabe destacar la célebre promesa de Cristo: el que beba del agua que Yo le daré, no tendrá sed jamás, sino que el agua que Yo le daré se hará en él una fuente de agua que brote para vida eterna. (Jn 4:14)
En el siglo IV d. C., el pozo quedó ubicado en el interior de una iglesia bizantina que fue construida a su alrededor, siendo descubierto por el Peregrino de Bordeaux en el año 333.
Posteriormente, y debido a las guerras acontecidas en ese territorio, la iglesia fue demolida y reconstruida varias veces sobre el mismo sitio, hasta que en 1863 la Iglesia ortodoxa griega adquirió el lugar, restaurando la cripta y el pozo.

## El pozo de Jacob en el arte
El encuentro entre Jesús y la mujer samaritana ha sido inspiración de numerosas obras de arte, algunas de ellas muy tempranas, como el fresco anónimo de la Catacumba de la Vía Latina en Roma, Italia, que data del siglo IV. También la pintura ha dejado constancia de bellas obras, como el Cristo y la samaritana de Duccio di Buoninsegna, un temple y oro sobre tabla de 1310 que se puede visitar en el Museo Thyssen-Bornemisza de Madrid, España, o las obras de Jacinto de Espinosa y Alonso Cano.

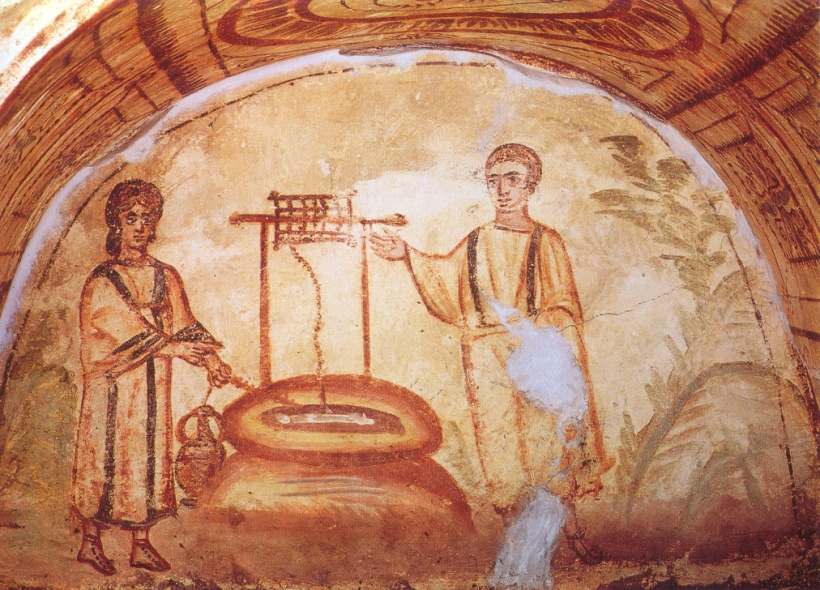
Fresco de la Catacumba de la Vía Latina
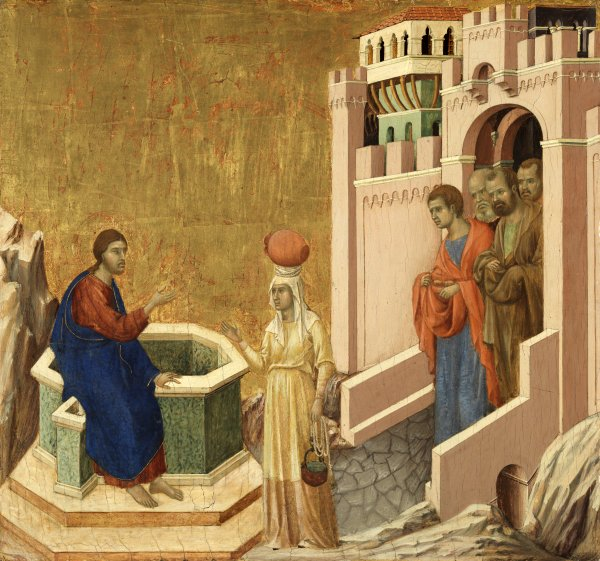
Cristo y la samaritana, de Duccio di Buoninsegna
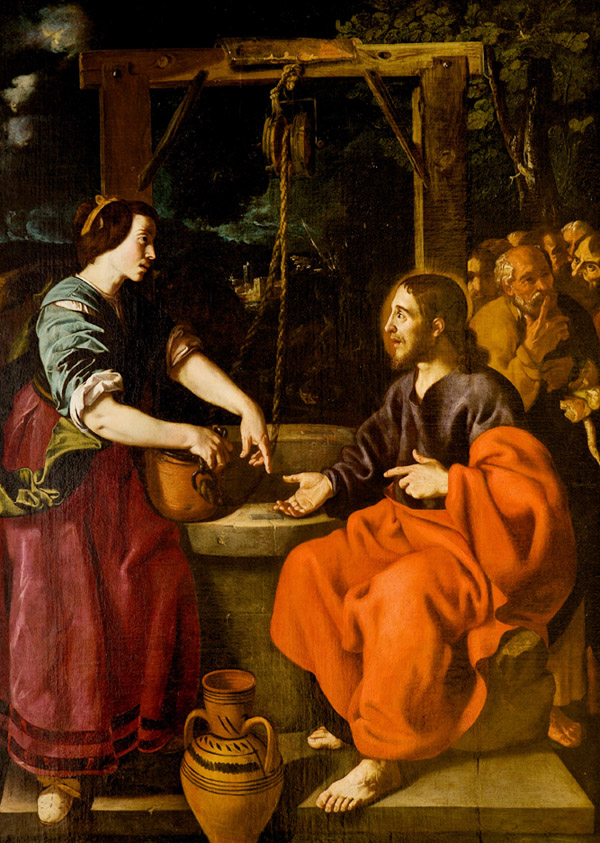
Cristo y la samaritana, de Jerónimo Jacinto de Espinosa
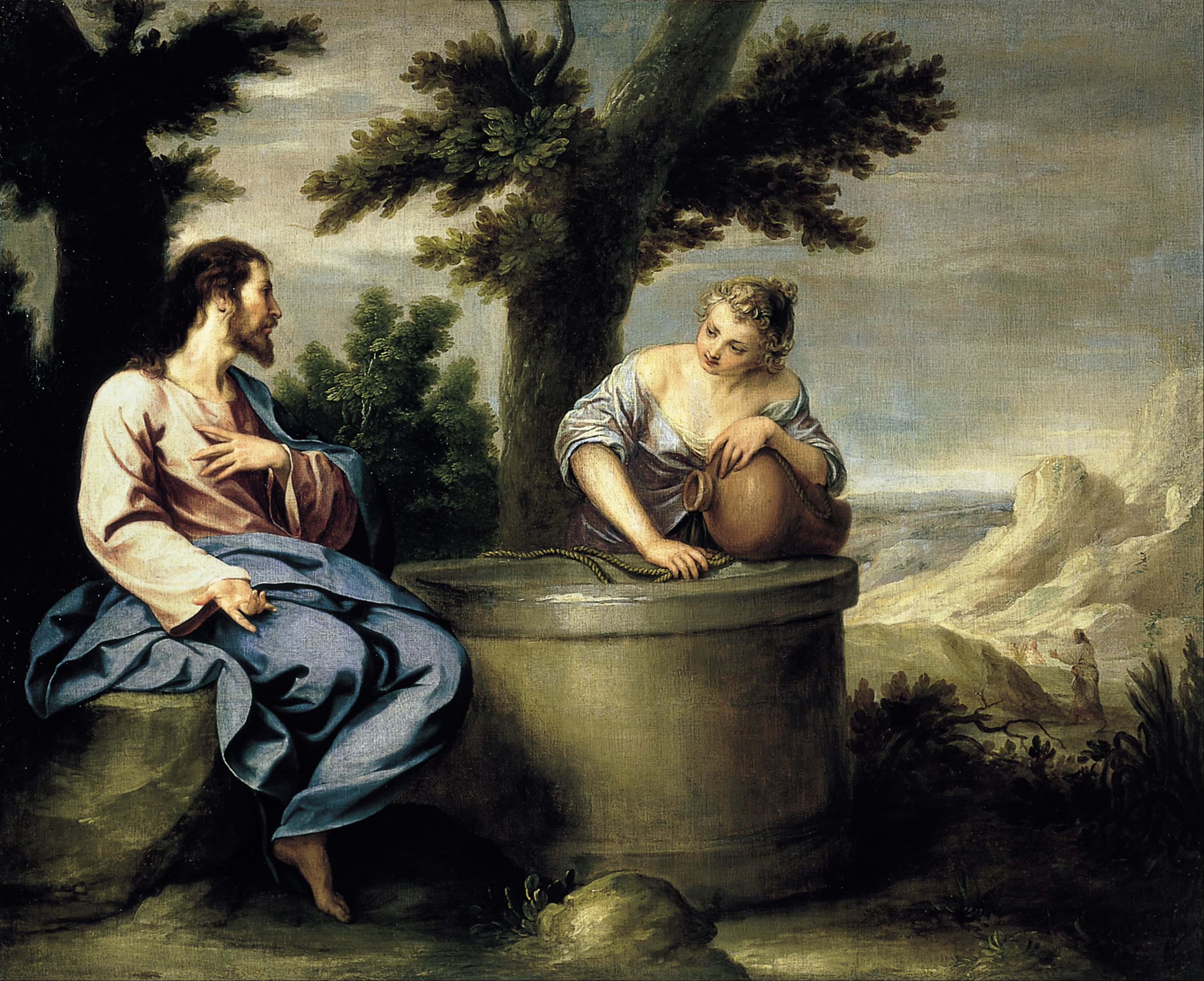
Cristo y la samaritana, de Alonso Cano

## Actualidad
Hoy en día no se cuestiona la autenticidad del pozo de Jacob[cita requerida], el cual es considerado como un lugar santo tanto por judíos como por cristianos y musulmanes.
Aunque inicialmente llegó a tener una profundidad de 40 m, en 1881 el doctor C. A. Barclay, aprovechando que el pozo estaba seco, llevó a cabo varias excavaciones en el mismo, descubriendo que los escombros que habían caído —y piedras que habían sido arrojadas en él— habían reducido la altura real del pozo considerablemente. En la actualidad, tiene unos 23 m de profundidad y 2,9 m de anchura. Se encuentra excavado en piedra caliza y es alimentado por diversos manantiales cercanos, los cuales han permitido que siga teniendo agua.
Actualmente se puede visitar, pues el lugar está abierto al turismo, en la cripta de la iglesia ortodoxa Be'er Ya'akov.